# Kuehneodon
Kuehneodon is een geslacht van uitgestorven zoogdieren uit het Laat-Jura en Vroeg-Krijt van Europa. Het was een relatief vroeg lid van de orde Multituberculata. Leden van dit geslacht leefden naast dinosauriërs als Allosaurus. Het behoort tot de onderorde Plagiaulacida, familie Paulchoffatiidae. Bovendien is dit geslacht het enige bekende lid van de onderfamilie Kuehneodontinae. 
De typesoort Kuehneodon dietrichi werd benoemd in 1969 door Gerhard Hahn. De geslachtsnaam betekent 'Kühne's tand' ter ere van paleontoloog Walter Georg Kühne, pionier van de Guimarota-vindplaats in Portugal, de bruinkoolmijn waar overblijfselen werden gevonden in de late jaren vijftig en vroege jaren zestig van de twintigste eeuw. De soortaanduiding eert Wilhelm Otto Dietrich.
Het holotype is V. J. 4-155, een rechteronderkaak.
Het geslacht is voornamelijk gebaseerd op overblijfselen van de kaak. Een aantal verdere soorten is geregistreerd uit Guimarota: Kuehneodon dryas (Hahn G, 1977), de 'eikenhouten' met als holotype V.J. 399-155; Kuehneodon guimarotensis (Hahn G, 1969); Kuehneodon simpsoni (Hahn, 1969) welke George Gaylord Simpson eert met als holotype  V. J. 112-155 en Kuehneodon uniradiculatus (Hahn, 1978) met als holotype V.J. 427-155. Een andere Portugese vindplaats nabij Lourinhã, Porto das Barcas uit het Laat-Jura heeft Kuehneodon barcasensis (Hahn G & Hahn R, 2001) opgeleverd; het holotype is IPFUB Mam Barc 1, een eerste kies. Fossielen uit het Vroeg-Krijt zijn ook gevonden in Galve, Spanje. Kuehneodon hahni (Antunes, 1998) die Hahn zelf weer eert werd gerapporteerd vanuit Paimogo, Lourinhã door Miguel Telles Antunes.
Kuehneodon is het enige geslacht van het taxon Paulchoffatiidae uit de Guimarota-vindplaats waarbij de onder- en bovenkaak verenigd zijn gevonden. Deze vertonen het laagste aantal afgeleide kenmerken (apomorfieën), en staan dus het dichtst bij de belangrijkste evolutionaire lijn van de Multituberculata (Hahn & Hahn 2000, p. 106).